# Christlich Soziale Partei
Die Christlich Soziale Partei (CSP) ist eine christdemokratische Partei der Deutschsprachigen Gemeinschaft Belgiens.
Sie versteht sich als Partei der politischen Mitte und stellt das christliche Menschenbild in den Mittelpunkt. Demnach soll nicht der Staat oder eine Gruppe oder „die Gemeinschaft“ im Zentrum des Gemeinwesens stehen, sondern jeder Einzelne in Selbstverantwortung an der Gesellschaft teilnehmen.
Die CSP ist traditionell die Schwesterpartei der flämischen CD&V und der französischsprachigen LE. Sie versteht sich als pro-europäisch.
In der Legislaturperiode 2009–2014 war die CSP mit sieben Sitzen im Parlament der Deutschsprachigen Gemeinschaft Belgiens vertreten. Sie war somit die Partei mit dem höchsten Stimmenanteil in der Deutschsprachigen Gemeinschaft. Sie ist ebenfalls die Partei mit den meisten Mitgliedern in der Deutschsprachigen Gemeinschaft. Seit dem 1. Juli 2024 trägt sie erstmalig seit 1999 wieder Regierungsverantwortung in der Deutschsprachigen Gemeinschaft.

## Ursprünge
Die im Juni 1945 gegründete Christlich Soziale Partei gestaltete das politische Leben der Nachkriegszeit und den Aufbau in der Region Ostbelgien durch den politischen Auftrag einer breiten Bevölkerungsschicht wesentlich mit.
Bis 1971 war die CSP Bestandteil der nationalen christdemokratischen PSC/CVP und arbeitete eng mit der Vervierser PSC-Regionalpartei zusammen. Dadurch konnte die CSP die Interessen der Deutschsprachigen im Rahmen der sich abzeichnenden Staatsreform auf nationaler Ebene vertreten und Ansprüche auf Volksvertretungen in der Kammer und im Senat verwirklichen.
Gerade aufgrund der tragenden Rolle, die die Christlich Sozialen im Osten Belgiens und in den neun deutschsprachigen Gemeinden spielten, konnten von 1946 bis 1999 ununterbrochen Volksvertreter der CSP einen Sitz im nationalen Parlament bekleiden. Abgeordnete waren Peter Kofferschläger (1946–1960), Willy Schyns (1961–1981), beide aus Kelmis, und Albert Gehlen aus St. Vith (1981–1999). Senatoren waren Joseph Baltus (1946–1950) und Hubert Chantraine (1995–1999), beide aus Eupen.

## Unabhängigkeit
Seit Juni 1971 – also seit der ersten Staatsreform – ist die CSP ein unabhängiger Regionalverband, um der eigenen Identität der Bevölkerung des deutschen Sprachgebiets Ausdruck zu verleihen. Der erste Präsident der CSP war Albert Gehlen.
Die Vorsitzenden der CSP seit 1971:
Albert Gehlen (1971–1976), Manfred Nussbaum (1976–1981), Johann Haas (1981–1999), Hubert Chantraine (1999–2004), Mathieu Grosch (2004–2010), Luc Frank, Pascal Arimont (2015–2020), Jérôme Franssen (seit 2020).

## Reformen und Autonomie
Die CSP hat seit dem Ende des Zweiten Weltkriegs entscheidend dazu beigetragen, dass die deutschsprachigen Belgier im Staatsgefüge auf das gleiche Niveau gestellt wurden wie die anderen Sprachgruppen. Durch die Reformen des belgischen Staates entstanden 1970 die drei Gemeinschaften und drei Regionen. Belgien wandelte sich seitdem vom Einheitsstaat zu einem föderalen Bundesstaat.
Von 1976 bis 1983 entschied der „Rat der deutschsprachigen Kulturgemeinschaft“ (RdK) autonom für das deutsche Sprachgebiet in Belgien. Mit der Staatsreform erweiterte sich der Entscheidungsbereich dieses Rates zusehends. Erster Präsident des RdK war Johann Weynand (CSP).
Seit 1983 verfügt die Deutschsprachige Gemeinschaft über ein eigenes gesetzgebendes Organ (zunächst „Rat“, dann „Parlament“ genannt) und über eine eigene Regierung.
Die Christlich Sozialen leisteten im Laufe der Staatsreform wesentliche Beiträge zum Entstehen und zum Ausbau der Autonomie der Deutschsprachigen Gemeinschaft:
Die Übernahmen des Unterrichtswesens 1989, des Denkmalschutzes 1994, der Beschäftigung 2000 oder der Gemeindeaufsicht 2004 sind als wesentliche Etappen der Autonomieerweiterung zu verstehen, die die CSP – auch aus der Opposition (ab 1999) heraus – vorangetrieben hat.
Durch die nach wie vor engen Verbindungen zu den auf föderaler Ebene agierenden christdemokratischen Parteien LE (frankophon) und CD&V (flämisch) konnten auch die Schaffung eines eigenen deutschsprachigen Gerichtsbezirks (1988) und die für die DG wichtige Refinanzierung unterstützt und verwirklicht werden.
Die Christlich Sozialen waren bis 2019 die stärkste politische Kraft in der Deutschsprachigen Gemeinschaft.

## Junge Mitte
Die Junge Mitte ist die Jugendorganisation der CSP. Sie versteht sich als unabhängiges Mitglied der Partei, vergleichbar mit der Rolle einer Lokalsektion. In der Jungen Mitte engagieren sich junge Erwachsene bis zum 35. Lebensjahr vor allem für die Belange der Jugend. Sie ist die mitgliederstärkste politische Jugendorganisation Ostbelgiens.
Sie ist durch verschiedene Mitglieder in verschiedenen Parlamenten/Räte vertreten. Lukas Teller und Stephanie Pauels vertreten die Junge Mitte im Parlament der Deutschsprachigen Gemeinschaft. Im Stadtrat der Stadt Eupen sitzen mit Simen van Meensel und Lukas Teller zwei weitere Mitglieder der Jungen Mitte. Die Erste Schöffin der Gemeinde Raeren Naomi Renardy ist ebenfalls Teil der Jungen Mitte.
Die Junge Mitte wird von einer Doppelspitze geleitet. Lukas Teller ist seit 2021 Co-Vorsitzender, während Saskia Langer das Amt der Co-Vorsitzenden seit dem Frühjahr 2024 nach einer internen Wahl innehat.

## Verantwortung
Die CSP war von 1983 bis 1999 Regierungspartei und stellte folgende Regierungsmitglieder in der Deutschsprachigen Gemeinschaft:
- Joseph Maraite: Minister für Volksgesundheit und Familie, Sport und Tourismus (1983–1986) / Ministerpräsident (1986–1999)
- Mathieu Grosch: Minister für Jugend, Sport, Erwachsenenbildung und Soziales (1986–1990)
- Wilfried Schröder: Minister für Unterricht, Kultur, wissenschaftliche Forschung, Denkmäler und Landschaften (1995–1999)

Den Vorsitz des Parlaments bzw. Rates der Deutschsprachigen Gemeinschaft hatten CSP-Politiker von 1983 bis 1999 inne:
- Johann Weynand (1973–1976),
- Albert Gehlen (1976–1981),
- Manfred Betsch (1981–1985),
- Kurt Ortmann (1985–1990),
- Mathieu Grosch (1990–1994),
- Manfred Schunck (1994–1999)[13]

Dem Wallonischen Parlament gehörten bisher folgende CSP-Mandatare an:
- Albert Gehlen (1981–1995),
- Elmar Keutgen (1999–2004),
- Herbert Grommes (2004–2009)[14]

Im Europäischen Parlament ist die CSP seit 1994 vertreten:
- Mathieu Grosch (1994–2014)[15]
- Pascal Arimont (2014-heute)[16]

Seit dem 1. Juli 2024 übernehmen erstmalig seit 1999 wieder Mitglieder der CSP Regierungsverantwortung. Patricia Creutz-Vilvoye wurde im Rahmen der konstituierenden Sitzung des Parlamentes der deutschsprachigen Gemeinschaft zur Parlamentspräsidentin gewählt. Parteipräsident Jérôme Franssen wurde im selben Rahmen als Minister für Unterricht, Bildung und Beschäftigung vereidigt.

## Wahlen
Bei den Parlamentswahlen der Deutschsprachigen Gemeinschaft erlangte die CSP mit dem Spitzenkandidaten Jérôme Franssen 5 Sitze und wurde erstmalig nach 25 Jahren wieder Regierungspartei. Der Kelmiser Bürgermeister Luc Franc wurde als einziger deutschsprachiger Belgier in die belgische Abgeordnetenkammer gewählt, während Pascal Arimont sein EU-Mandat im deutschsprachigen Wahlkreis verteidigte.
Die CSP-Fraktion im Parlament der Deutschsprachigen Gemeinschaft in der Legislaturperiode 2024–2029 stellt sich aus folgenden 5 Mandataren zusammen: Stephanie Pauels (Fraktionsvorsitzende), Lukas Teller (Vizefraktionsvorsitzender), Marcel Henn, Etienne Simar und Patricia Creutz-Vilvoye (Parlamentspräsidentin).

## Wahlergebnisse
| Jahr | Stimmen | Anteil | Mandate | Platz |
| ---- | ------- | ------ | ------- | ----- |
| 1974 | ?       | 46,9 % | 12/25   | 1.    |
| 1977 | ?       | 39,9 % | 10/25   | 1.    |
| 1978 | ?       | 41,4 % | 11/25   | 1.    |
| 1981 | ?       | 34,7 % | 9/25    | 1.    |
| 1986 | ?       | 37,0 % | 10/25   | 1.    |
| 1990 | 13.178  | 33,6 % | 8/25    | 1.    |
| 1995 | 13.307  | 35,9 % | 10/25   | 1.    |
| 1999 | 12.822  | 34,8 % | 9/25    | 1.    |
| 2004 | 11.905  | 32,8 % | 8/25    | 1.    |
| 2009 | 10.122  | 27,0 % | 7/25    | 1.    |
| 2014 | 9.351   | 24,9 % | 7/25    | 1.    |
| 2019 | 9.069   | 23,1 % | 6/25    | 2.    |
| 2024 | 7.920   | 19,8 % | 5/25    | 2.    |

| Jahr | Stimmen | Anteil (regional) | Anteil (national) | Mandate | Platz (regional) | Platz (national) |
| ---- | ------- | ----------------- | ----------------- | ------- | ---------------- | ---------------- |
| 1994 | 11.999  | 31,3 %            | 0,2 %             | 1/25    | 1.               | 19.              |
| 1999 | 13.456  | 36,5 %            | 0,2 %             | 1/25    | 1.               | 11.              |
| 2004 | 15.722  | 42,5 %            | 0,2 %             | 1/24    | 1.               | 10.              |
| 2009 | 12.475  | 32,3 %            | 0,2 %             | 1/22    | 1.               | 12.              |
| 2014 | 11.710  | 30,3 %            | 0,2 %             | 1/21    | 1.               | 11.              |
| 2019 | 14.247  | 34,9 %            | 0,2 %             | 1/21    | 1.               | 16.              |
| 2024 | 15.169  | 34,9 %            | 0,2 %             | 1/22    | 1.               |                  |